# 迪斯科灣

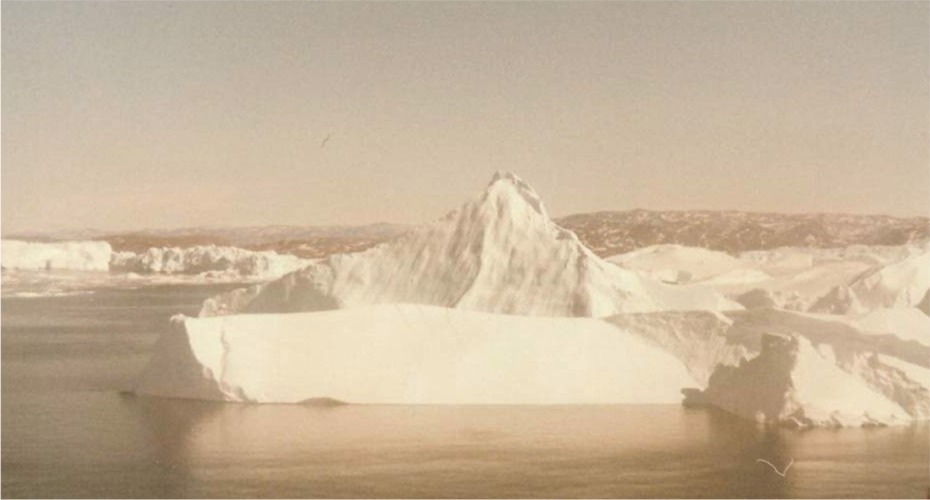

迪斯科灣（丹麥語：Diskobugten）是格陵兰西岸的一个水域，今天它主要是一个北极度假地。
最早到达迪斯科湾的欧洲人是紅鬍子艾瑞克带领的諾斯人。986年红发埃里克在格陵兰西岸建立了两个居民点，这两个居民点依靠畜牧业为生。在西部的居民点建立後，諾斯人在夏天冰融期间沿格陵兰海岸北行来到了迪斯科湾。这里富饶的海兽资源对于諾斯人来说非常重要：海象的象牙、海豹的皮毛以及鲸的许多资源。这些资源成为格陵兰居民点最重要的输出和收入来源。格陵兰的諾斯人通过冰岛、爱尔兰、英格兰、苏格兰与欧洲大陆进行贸易。假如没有这些资源的话这两个居民点不会维持这么久。
因纽特人到达迪斯科湾的时间不明。据諾斯人的记载他们到达迪斯科湾时当地无人居住，后来他们与从北部和西部到达的因纽特人达成了贸易协议，这段时间里双方和睦使用迪斯科湾。后来也有战争和双方的屠杀的记载。小冰期时期迪斯科湾即使在温暖的夏季也无法到达，这摧毁了諾斯人在格陵兰的经济基础。即使在北极圈以南的东部居民点也太冷了，不得不被放弃。从此以后，直到18世纪欧洲人回到格陵兰为止这里只有因纽特人在这里生活。